# Łaziska (Silésie)
Pour les articles homonymes, voir Łaziska.
Łaziska est une localité polonaise de la gmina de Godów, située dans le powiat de Wodzisław en voïvodie de Silésie.